# Francisco Codera Zaidín
Francisco Codera Zaidín (Fonts, Osca, 23 de juny de 1836 - 6 de novembre de 1917) va ser un historiador, filòleg, arabista i erudit aragonès. catedràtic de grec, hebreu i àrab respectivament a Granada, Saragossa i la Universitat Central, va destacar fonamentalment com a arabista. Va ser el principal deixeble de Pascual de Gayangos y Arce, a qui va succeir en la càtedra d'àrab de la Universitat Central. Fou acadèmic de la Reial Acadèmia de la Història i de la Reial Acadèmia Espanyola des de 1910.
Rigorosament positivista, els seus treballs se centren generalment en les fonts historiogràfiques d'origen àrab (Estudios de historia arábigo-española, Decadencia y Desaparición de los Almorávides en España, 1899, reeditada amb un important estudi introductori de María Jesús Viguera Molins en 2004). Entre les seves obres destaquen Tratado de numismática arabigoespañola (1879), Estudios críticos de Historia árabe española (1917, 2 vols.) i sobretot la seva monumental Biblioteca arabigohispana (1882-1895, 10 vols.). Va contribuir a més al coneixement de la fonètica aragonesa i va impulsar els estudis aràbics a Espanya. En la seva vellesa es va retirar al seu poble (Fonts, província d'Osca) a consagrar-se als seus estudis erudits i a la redacció de tractats sobre agricultura. Entre els seus deixebles cal citar Julià Ribera Tarragó. El seu arxiu es conserva a la Biblioteca de la Universitat Nacional d'Educació a Distància (UNED).